# Ana Magalhães
Ana Magalhães (Luanda, 1 de julho de 1960) é uma artista plástica angolana. Sua carreira começou com foco em joalheria, passando por cerâmica, pintura até chegar as esculturas em aço carbono. Em 2011 iniciou um acompanhamento com o crítico e curador Paulo Klein que resultou nos trabalhos expostos no MUBE -Museu Brasileiro de Escultura com o título "Noturnas" em 2012 também conhecidas como "esculturas flutuantes" (PK)
Iniciou estudos em fotografia com Juan Esteves em 2015 e vem participando de algumas coletivas de fotografia, e também o Festival de Tiradentes. Este ano de 2017 fez a primeira individual de fotografia, na Galeria Arte Aplicada onde apresentou trabalhos em fotografia com sobreposição de arames.
Fez diversas exposições no Brasil e no exterior. 
Tem obras na Alemanha, Estados Unidos, Portugal, Espanha e Brasil.

## Principais Exposições
- 2017 - Alquimia da Alma- Galeria Arte Aplicada

```
          - Blanco y Negro- Espacio Uruguay
```

- 2015 - Museu Brasileiro de Escultura MUBE- (individual) São Paulo
- 2012 - Museu Brasileiro de Escultura MUBE (individual)-São Paulo
- 2012 - Galeria Arte Aplicada - (individual)São Paulo
- 2011 – Slaviero & Guedes Galeria de Arte-SP
- 2010 – Slaviero & Guedes Galeria de Arte- SP
- 2007 – MACC – Museu de Arte Contemporânea de Campinas
- 2005 – Torres Vedras – Portugal
- 2004 – SESC Pompéia- Uma Viagem
- 2003 - Espaço Bita Art-loft – São Paulo
- 2002 – Galeria Arte Aplicada- São Paulo (individual)
- 2002 - MuBE – Museu Brasileiro de Escultura (individual)
- 2001 - MNBA – Museu Nacional de Belas  Artes– (individual)RJ
- 2001 – Anima Domus Design- Miami- USA
- 2000 – Transit Galerie – Berlim- Alemanha
- 1998 – Casa do Brasil-Madri –(individual) Espanha